# McCormick (tractormerk)
McCormick is een Italiaans tractormerk, oorspronkelijk opgericht in de Verenigde Staten. Het merk is genoemd naar de Amerikaanse familie McCormick, uitvinders van de plukmachine.